# Algérien (destroyer d'escorte)
Pour les articles homonymes, voir Algérien.
L'Algérien  (Indicatif visuel F701) est un destroyer d'escorte de classe Cannon nommé à l'origine USS Cronin (DE-107) en hommage à Cornelius Cronin (en), un marin qui a reçu la Médaille d'honneur pendant la guerre civile américaine. A la fin du second conflit mondial il a été transféré à la marine nationale française en 1945. Il a été rebaptisé Oise en 1963 et ferraillé en 1965.

## Histoire

### Forces françaises combattantes
La fabrication du Cronin commence le 13 mai 1943 au chantier naval Dravo à Wilmington (Caroline du Nord). Il entre en service le 23 janvier 1944 et est aussitôt transféré aux Forces française combattantes dans le cadre du programme prêt-bail et rebaptisé Algérien.
L'Algérien participe au débarquement de Provence le 15 aout 1944 puis participe à des escortes de convois entre la France et l'Afrique du Nord. 

### Marine nationale
Début 1946 il est à Saigon pour diverses opérations. En mai 1946 il est de retout à Toulon. À partir de 1955 il gagne l'Algérie. Il est rebaptisé Oise en juin 1963 et désarmé en 1964. Il est ferraillé en 1965. 